# Sjenina Rijeka
Sjenina Rijeka är en ort i Bosnien och Hercegovina.   Den ligger i entiteten Republika Srpska, i den centrala delen av landet, 110 km norr om huvudstaden Sarajevo. Sjenina Rijeka ligger 175 meter över havet och antalet invånare är 527.
Terrängen runt Sjenina Rijeka är huvudsakligen kuperad, men åt nordväst är den platt. Närmaste större samhälle är Doboj, 8,3 km sydväst om Sjenina Rijeka. 
I omgivningarna runt Sjenina Rijeka växer i huvudsak lövfällande lövskog. Runt Sjenina Rijeka är det ganska tätbefolkat, med 93 invånare per kvadratkilometer.